# Caponina testacea
Caponina testacea là một loài nhện trong họ Caponiidae.
Loài này thuộc chi Caponina. Caponina testacea được Eugène Simon miêu tả năm 1891.